# Tihomir Orešković
Tihomir Orešković (Zagreb, 1. siječnja 1966.), hrvatski je i kanadski poslovni čovjek, predsjednik trinaeste Vlade Republike Hrvatske. Prvi je nestranački predsjednik Vlade Republike Hrvatske. 16. lipnja 2016. sa 125 glasova za, 15 protiv i 2 suzdržana, Hrvatski je sabor Tihomiru Oreškoviću izglasovao nepovjerenje, što je u konačnici rezultiralo prijevremenim parlamentarnim izborima u rujnu 2016. To je bio prvi put od neovisnosti Republike Hrvatske da je predsjedniku Vlade Republike Hrvatske uskraćeno povjerenje Hrvatskog sabora.

## Životopis
Orešković je rođen 1966. godine u Zagrebu. Nakon odlaska u Kanadu 1968. godine, na sveučilištu McMaster University u Ontariju diplomirao je kemiju 1989. Na istom sveučilištu 1991. stječe MBA diplomu iz financija i informacijskih sustava.
Godine 1992. počinje raditi za američku farmaceutsku tvrtku Eli Lilly, na različitim pozicijama. Kasnije prelazi u Tevu, a 2009. se pridružuje tvrtki PLIVA. Od 2014. je financijski direktor Teve za Europu.

### Politička karijera
Dana 23. prosinca 2015. nominiran je za mandatara i premijera Republike Hrvatske, a 22. siječnja 2016. imenovan je predsjednikom Vlade Republike Hrvatske.

## Vanjske poveznice
- Tihomir Orešković, na mrežnom sjedištu Vlade RH
- Tihomir Orešković na Facebooku
- Ante Vranković poručuje OREŠKOVIĆU: Družeći se s ‘KRALJEM OVRHA’, nepovratno si rušite ugled